# 薩馬爾西克 (佩特羅拉夫利夫卡區)
48°28′47″N 36°27′25″E / 48.47972°N 36.45694°E
薩馬爾西克（烏克蘭語：Самарське），是烏克蘭的村落，位於該國中部第聶伯羅彼得羅夫斯克州，由佩特羅拉夫利夫卡區負責管轄，處於貝克河右岸，始建於1094年，海拔高度78米。